# Jean-Pierre Hanrioud

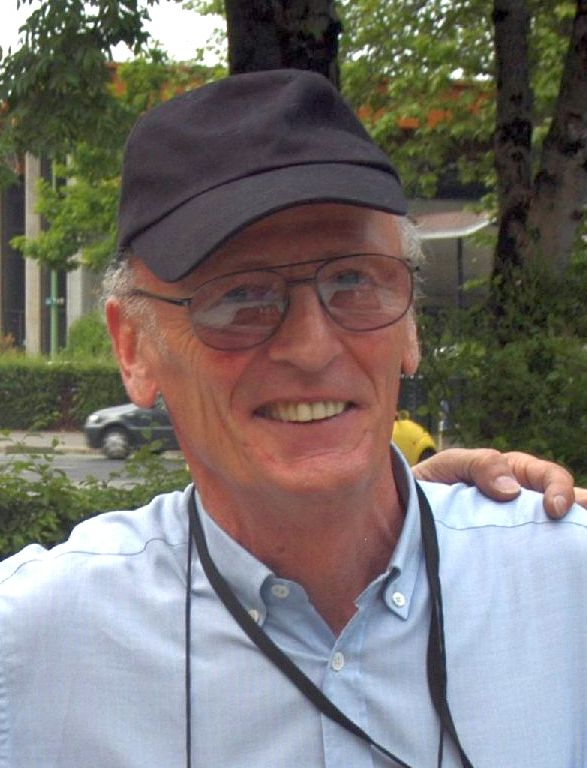
Jean-Pierre Hanrioud 2005

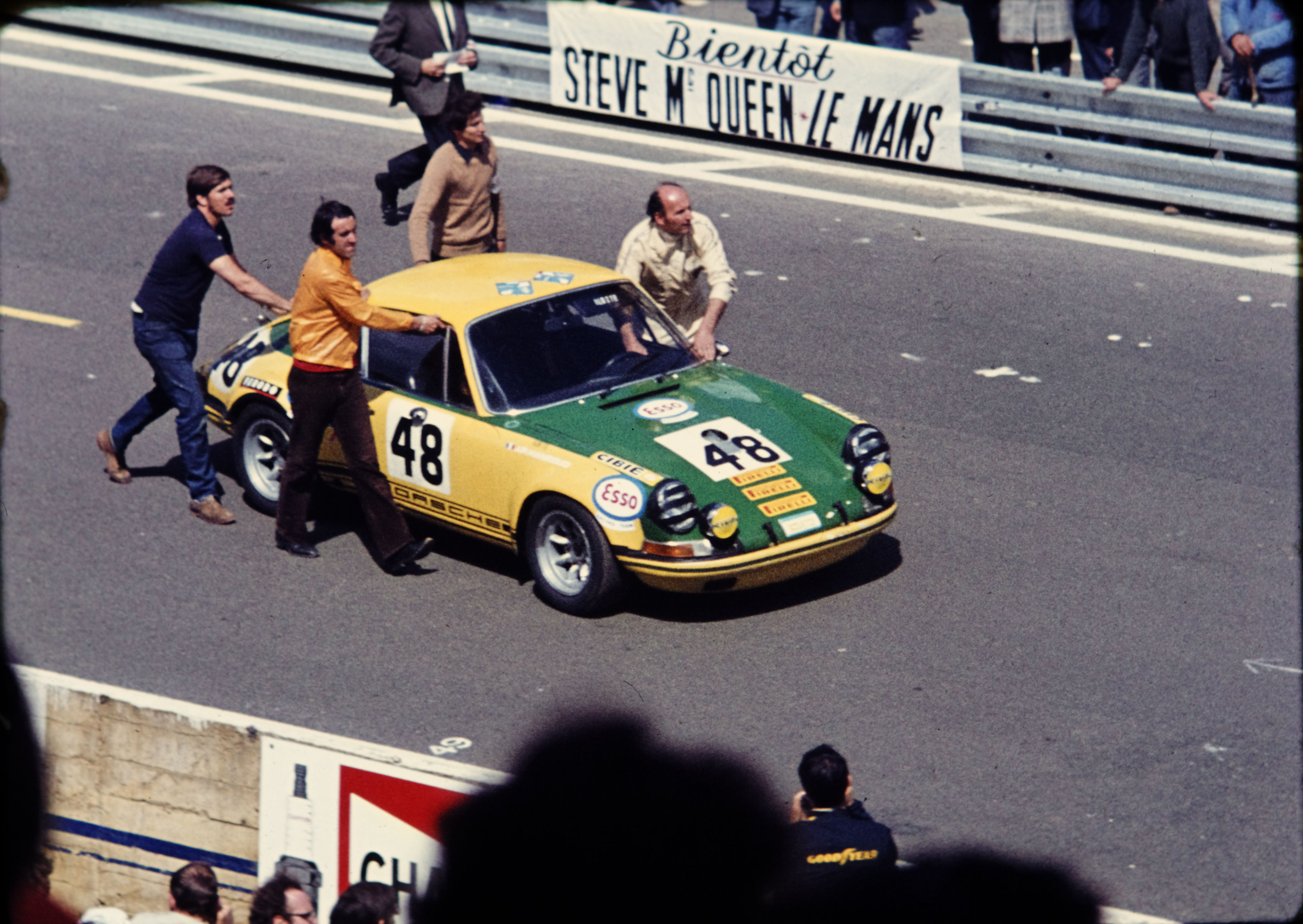
Der Porsche 911S von Jean-Pierre Hanrioud und Maio Ilotte vor dem Start zum 24-Stunden-Rennen von Le Mans 1971

Jean-Pierre Hanrioud (* 23. Oktober 1936 in Bourg-en-Bresse) ist ein ehemaliger französischer Autorennfahrer.

## Karriere als Rennfahrer
Jean-Pierre Hanrioud arbeitete in den frühen 1950er-Jahren in der Region um Grenoble gemeinsam mit Victor Arbez als Bergführer und Skilehrer. Ende der 1950er-Jahre begann er mit dem Motorsport.

### Rallyesport
Nach einigen Starts bei lokalen Rallyes fuhr er 1959 die 18. Rallye Lüttich-Rom-Lüttich auf einem Peugeot 203 Speciale und erreichte neben dem 13. Gesamtrang den Sieg in der GT-1300-Klasse. Seine erste Platzierung im Spitzenfeld einer Rallye war der vierte Rang bei der Rallye International de Genève auf einem Renault. Sein Beifahrer war Claude Arbez, ein Bruder von Victor Arbez.
Jean-Pierre Hanrioud startete vor allem im französischen Championat und der Rallye-Europameisterschaft. Zwei Gesamtsiege konnte er erzielen. 1965 gewann er auf einem Alpine A110 die Rallye du Mont-Blanc und 1966, wieder mit einem Alpine A110, die Rallye Lyon-Charbonnieres -Stuttgart-Solitude. Seine beste Platzierung in der Rallye-Weltmeisterschaft war der 13. Gesamtrang bei der Rallye Monte Carlo 1973.

### Rundstreckensport
1962 wurde Hanrioud Werksfahrer bei Panhard & Levassor und startete beim 1000-km-Rennen auf dem Nürburgring und dem 24-Stunden-Rennen von Le Mans. Für die hubraumkleinen Rennwagen von Panhard war der Erfolg in der Indexwertung von großer Bedeutung, der in den 1960er-Jahren ebenso wichtig war wie der Gesamtsieg. Hanrioud bestritt das Rennen mit Partner Pierre Lelong auf einem CD Dyna. Gegen 23 Uhr in der Nacht lag der Wagen an der dritten Stelle der Indexwertung, als sich der Dyna in der Höhe des Dunlop-Bogens aus unbekannter Ursache überschlug und mit den Rädern nach oben zum Liegen kam. Hanrioud konnte dem Wrack unverletzt entsteigen. Nach dem Ende der Rennaktivitäten bei Panhard ging er einige Jahre als Privatfahrer an den Start und war von 1965 und 1966 Teammitglied bei Alpine.
Hanroiud bestritt bis zum Ablauf der Saison 1972 Sportwagenrennen. Seine beste Platzierung war der zweite Gesamtrang beim 1000-km-Rennen von Paris 1966. Bei seinen sechs Starts in Le Mans konnte er sich nie klassieren. Sein einziger Einsatz beim 12-Stunden-Rennen von Sebring endete 1968 mit dem 13. Gesamtrang.

## Statistik

### Le-Mans-Ergebnisse
| Jahr | Team                           | Fahrzeug     | Teamkollege       | Platzierung | Ausfallgrund         |
| ---- | ------------------------------ | ------------ | ----------------- | ----------- | -------------------- |
| 1962 | Panhard & Levassor             | CD Dyna      | Pierre Lelong     | Ausfall     | Unfall               |
| 1965 | Société Automobiles Alpine     | Alpine A110  | Jacques Cheinisse | Ausfall     | Kupplungsschaden     |
| 1966 | Société des Automobiles Alpine | Alpine A210  | André de Cortanze | Ausfall     | Wasserpumpe          |
| 1968 | Jean-Pierre Hanrioud           | Porsche 910  | André Wicky       | Ausfall     | Kipphebel            |
| 1970 | Wicky Racing Team              | Porsche 907  | André Wicky       | Ausfall     | Gaspedal             |
| 1971 | Jean-Pierre Hanrioud           | Porsche 911S | Mario Ilotte      | Ausfall     | Zylinderkopfdichtung |

### Sebring-Ergebnisse
| Jahr | Team                 | Fahrzeug     | Teamkollege    | Platzierung | Ausfallgrund |
| ---- | -------------------- | ------------ | -------------- | ----------- | ------------ |
| 1968 | Jean-Pierre Hanrioud | Porsche 911S | Sylvain Garant | Rang 13     |              |

### Einzelergebnisse in der Sportwagen-Weltmeisterschaft
| Saison | Team                                   | Rennwagen                                         | 1   | 2   | 3   | 4   | 5   | 6   | 7   | 8   | 9   | 10  | 11  | 12  | 13  | 14  | 15  | 16  | 17  | 18  | 19  | 20  | 21  | 22  |
| ------ | -------------------------------------- | ------------------------------------------------- | --- | --- | --- | --- | --- | --- | --- | --- | --- | --- | --- | --- | --- | --- | --- | --- | --- | --- | --- | --- | --- | --- |
| 1959   | Jean-Pierre Hanrioud                   | DB HBR5                                           | SEB | TAR | NÜR | LEM | RTT |     |     |     |     |     |     |     |     |     |     |     |     |     |     |     |     |     |
| 1959   | Jean-Pierre Hanrioud                   | DB HBR5                                           | DNF |     |     |     |     |     |     |     |     |     |     |     |     |     |     |     |     |     |     |     |     |     |
| 1962   | Panhard & Levassor                     | CD Dyna                                           | DAY | SEB | SEB | MAI | TAR | BER | NÜR | LEM | TAV | CCA | RTT | NÜR | BRI | BRI | PAR |     |     |     |     |     |     |     |
| 1962   | Panhard & Levassor                     | CD Dyna                                           |     |     |     |     |     |     | DNF | DNF |     |     |     |     |     |     |     |     |     |     |     |     |     |     |
| 1963   | Jean-Pierre Hanrioud                   | Fiat-Abarth 1000                                  | DAY | SEB | SEB | TAR | SPA | MAI | NÜR | CON | ROS | LEM | MON | WIS | TAV | FRE | CCE | RTT | OVI | NÜR | MON | MON | TDF | BRI |
| 1963   | Jean-Pierre Hanrioud                   | Fiat-Abarth 1000                                  |     |     |     | 24  |     |     |     |     |     |     |     |     |     |     |     |     |     |     |     |     | DNF |     |
| 1964   | Jacques Rey D. Moloff                  | Alpine M63 Porsche 904 Abarth-Simca 1300 Bialbero | DAY | SEB | TAR | MON | SPA | CON | NÜR | ROS | LEM | REI | FRE | CCE | RTT | SIM | NÜR | MON | TDF | BRI | BRI | PAR |     |     |
| 1964   | Jacques Rey D. Moloff                  | Alpine M63 Porsche 904 Abarth-Simca 1300 Bialbero |     |     | 14  |     |     |     |     |     |     |     |     |     |     |     |     |     | DNF |     |     | 19  |     |     |
| 1965   | Alpine André Wicky                     | Alpine A110 Alpine A108                           | DAY | SEB | BOL | MON | MON | RTT | TAR | SPA | NÜR | MUG | ROS | LEM | REI | BOZ | FRE | CCE | OVI | NÜR | BRI | BRI |     |     |
| 1965   | Alpine André Wicky                     | Alpine A110 Alpine A108                           |     |     |     |     |     |     | DNF |     |     |     |     | DNF |     |     |     |     | 37  |     |     |     |     |     |
| 1966   | Alpine                                 | Alpine A110 Alpine A210                           | DAY | SEB | MON | TAR | SPA | NÜR | LEM | MUG | CCE | HOK | SIM | NÜR | ZEL |     |     |     |     |     |     |     |     |     |
| 1966   | Alpine                                 | Alpine A110 Alpine A210                           |     |     |     | 18  |     |     | DNF |     |     |     |     |     |     |     |     |     |     |     |     |     |     |     |
| 1967   | André Wicky                            | Porsche 911                                       | DAY | SEB | MON | SPA | TAR | NÜR | LEM | HOK | MUG | BRH | CCE | ZEL | OVI | NÜR |     |     |     |     |     |     |     |     |
| 1967   | André Wicky                            | Porsche 911                                       |     | DNF |     |     |     |     |     |     |     |     |     |     |     |     |     |     |     |     |     |     |     |     |
| 1968   | Jean-Pierre Hanrioud Wicky Racing Team | Porsche 911 Porsche 910                           | DAY | SEB | BRH | MON | TAR | NÜR | SPA | WAT | ZEL | LEM |     |     |     |     |     |     |     |     |     |     |     |     |
| 1968   | Jean-Pierre Hanrioud Wicky Racing Team | Porsche 911 Porsche 910                           | 18  | 13  |     | 6   |     |     |     |     |     | DNF |     |     |     |     |     |     |     |     |     |     |     |     |
| 1969   | Racing Team Zitro                      | Ford GT40                                         | DAY | SEB | BRH | MON | TAR | SPA | NÜR | LEM | WAT | ZEL |     |     |     |     |     |     |     |     |     |     |     |     |
| 1969   | Racing Team Zitro                      | Ford GT40                                         | 15  |     |     |     |     |     |     |     |     |     |     |     |     |     |     |     |     |     |     |     |     |     |
| 1970   | Wicky Racing Team                      | Porsche 907                                       | DAY | SEB | BRH | MON | TAR | SPA | NÜR | LEM | WAT | ZEL |     |     |     |     |     |     |     |     |     |     |     |     |
| 1970   | Wicky Racing Team                      | Porsche 907                                       |     |     |     |     | DNF |     |     |     |     |     |     |     |     |     |     |     |     |     |     |     |     |     |
| 1971   | Jean-Pierre Hanrioud                   | Chevron B16 Porsche 911                           | BUA | DAY | SEB | BRH | MON | SPA | TAR | NÜR | LEM | ZEL | WAT |     |     |     |     |     |     |     |     |     |     |     |
| 1971   | Jean-Pierre Hanrioud                   | Chevron B16 Porsche 911                           |     | 15  |     |     |     |     |     |     | DNF |     |     |     |     |     |     |     |     |     |     |     |     |     |